# Nessun messaggio in segreteria
Nessun messaggio in segreteria è un film del 2005 diretto da Paolo Genovese e Luca Miniero.
Questo film è riconosciuto come d'interesse culturale nazionale dalla Direzione generale Cinema e audiovisivo del Ministero per i beni e le attività culturali e per il turismo italiano, in base alla delibera ministeriale del 15 marzo 2005.

## Trama
Walter è un pensionato solitario ancora pieno d'energia e di fantasia: convinto da un articolo di giornale che per ogni giovane che lavora c'è un anziano che sta a casa, Walter decide di andare a cercare questo giovane, e di aiutarlo standogli vicino come una sorta di angelo custode. Aiutato dalla piccola Sara, unica amica ed alleata, e sbeffeggiato dalla cinica portiera, Walter sceglie Piero, un impiegato indefesso ma timido.
Nella vita di Piero, Walter entra in modo prepotente, senza chiedere il permesso, stravolgendogliela, riempiendogliela ed insegnandogli una nuova prospettiva dalla quale guardare se stesso ed il mondo, nonché le tecniche per conquistare Francesca, madre single di Sara delusa dagli uomini, della quale Piero s'è invaghito. Piero tenta dapprima di ribaltare completamente il proprio modus vivendi, vestendo i panni di un uomo forte e fin troppo esuberante, capace di conquistare la donna amata con uno schioccar di dita, ma si accorge poi che questa maschera gli provoca una sofferenza più grande della gioia d'aver conquistato Francesca e le confessa quindi il suo disagio attraverso una romantica lettera.

## Curiosità
- Nel film vi sono diverse citazioni del film Léon del 1994 diretto da Luc Besson. Ad esempio all'inizio del film, Sara, sostenendo che Walter sia un killer, gli dice di stare tranquillo, che deve solo "bere latte e trattarla bene", proprio come Jean Reno nel film di Besson. Inoltre Walter si rivolge spesso a Piero con l'appellativo di "Leone".
- Nel cast c'è anche Gianfranco Funari che interpreta sé stesso.